# Charles Hallé
Sir Charles Hallé (ur. 11 kwietnia 1819 w Hagen, zm. 25 października 1895 w Manchesterze) – niemiecki pianista i dyrygent.

## Życiorys
Urodził się jako Karl Hallé w 1819 w Hagen w Niemczech, jako syn organisty. Studiował w Darmstadt i Paryżu. W 1848 roku, Karl Hallé przeniósł się do Anglii, do Manchesteru, gdzie dał serię koncertów muzyki klasycznej. W Anglii zmienił nazwisko na Charles Hallé. W 1858 roku założył orkiestrę symfoniczną The Hallé. 
W 1888 roku otrzymał tytuł szlachecki.